# Mihalıççık
Mihalıççık, auch Mihalıçcık, ist eine Stadt im gleichnamigen Landkreis der türkischen Provinz Eskişehir und gleichzeitig ein Stadtbezirk der 1993 geschaffenen Büyükşehir belediyesi Eskişehir (Großstadtgemeinde/Metropolprovinz). Der Landkreis liegt im Nordosten der Provinz auf 1325 Metern Höhe.

## Geschichte
Mihalıççık ist als „Micalizo“ in die europäische Geschichte eingegangen. Hier starb am 16. Juni 1397 Philippe d’Artois, comte d’Eu, Connétable von Frankreich, nachdem er am 26. September 1396 in der Schlacht von Nikopolis in osmanische Gefangenschaft gefallen war.
Im Jahre 1923 erhielt Mihalıççık laut Stadtlogo den Status einer Gemeinde (Belediye).